# Mediusella
Mediusella é um género botânico pertencente à família Sarcolaenaceae.